# 庫夫希諾沃區
57°05′48″N 34°24′32″E / 57.09667°N 34.40889°E
庫夫希諾沃區（俄语：Кувшиновский район），是俄羅斯的一個區，位於該國西部，由特維爾州負責管轄，面積1,874平方公里，2010年該區人口15,386，人口密度每平方公里8.21人。

## 知名人物
- 米哈伊尔·亚历山德罗维奇·巴枯宁，俄国思想家、革命家，著名无政府主义者，生于该区普里亚穆希诺（俄语：Прямухино）村。